# VM i håndbold 1978 (kvinder)
Verdensmesterskabet i håndbold for damer i 1978 var den syvende indendørs VM-slutrunde for kvinder, og den blev afholdt i Tjekkoslovakiet i perioden 30. november – 10. december 1978. Slutrunden var den første uden dansk deltagelse. Til gengæld deltog Sydkorea, Algeriet og Canada for første gang.
De 12 deltagende lande spillede først en indledende runde med 3 grupper á 4 hold. De to bedste hold fra hver gruppe gik videre til placeringsrunden om placeringerne 1-6 og de tre tredjebedste hold spillede om placeringerne 7-9.

## Indledende runde
| Gruppe A               |                        |                        |       |
| Jugoslavien - Sydkorea | Jugoslavien - Sydkorea | Jugoslavien - Sydkorea | 28-21 |
| DDR - Rumænien         | DDR - Rumænien         | DDR - Rumænien         | 13-9  |
| Jugoslavien - Rumænien | Jugoslavien - Rumænien | Jugoslavien - Rumænien | 16-14 |
| DDR - Sydkorea         | DDR - Sydkorea         | DDR - Sydkorea         | 29-12 |
| Rumænien - Sydkorea    | Rumænien - Sydkorea    | Rumænien - Sydkorea    | 20-12 |
| DDR - Jugoslavien      | DDR - Jugoslavien      | DDR - Jugoslavien      | 15-14 |
|                        | Kampe                  | Mål                    | Point |
| DDR                    | 3                      | 57-35                  | 6     |
| Jugoslavien            | 3                      | 58-50                  | 4     |
| Rumænien               | 3                      | 43-41                  | 2     |
| Sydkorea               | 3                      | 45-77                  | 0     |

| Gruppe B                        |                                 |                                 |       |
| Tjekkoslovakiet - Algeriet      | Tjekkoslovakiet - Algeriet      | Tjekkoslovakiet - Algeriet      | 31-5  |
| Sovjetunionen - Holland         | Sovjetunionen - Holland         | Sovjetunionen - Holland         | 28-21 |
| Tjekkoslovakiet - Holland       | Tjekkoslovakiet - Holland       | Tjekkoslovakiet - Holland       | 20-13 |
| Sovjetunionen - Algeriet        | Sovjetunionen - Algeriet        | Sovjetunionen - Algeriet        | 23-5  |
| Holland - Algeriet              | Holland - Algeriet              | Holland - Algeriet              | 26-4  |
| Tjekkoslovakiet - Sovjetunionen | Tjekkoslovakiet - Sovjetunionen | Tjekkoslovakiet - Sovjetunionen | 11-10 |
|                                 | Kampe                           | Mål                             | Point |
| Tjekkoslovakiet                 | 3                               | 62-28                           | 6     |
| Sovjetunionen                   | 3                               | 61-37                           | 4     |
| Holland                         | 3                               | 60-52                           | 2     |
| Algeriet                        | 3                               | 14-80                           | 0     |

| Gruppe C              |                       |                       |       |
| Polen - Canada        | Polen - Canada        | Polen - Canada        | 28-16 |
| Ungarn - Vesttyskland | Ungarn - Vesttyskland | Ungarn - Vesttyskland | 23-15 |
| Polen - Vesttyskland  | Polen - Vesttyskland  | Polen - Vesttyskland  | 16-15 |
| Ungarn - Canada       | Ungarn - Canada       | Ungarn - Canada       | 26-10 |
| Vesttyskland - Canada | Vesttyskland - Canada | Vesttyskland - Canada | 20-6  |
| Ungarn - Polen        | Ungarn - Polen        | Ungarn - Polen        | 21-14 |
|                       | Kampe                 | Mål                   | Point |
| Ungarn                | 3                     | 75-40                 | 6     |
| Polen                 | 3                     | 58-52                 | 4     |
| Vesttyskland          | 3                     | 51-50                 | 2     |
| Canada                | 3                     | 32-74                 | 0     |

## Placeringsrunder
| Placeringsrunde (1.- 6.plads) |                               |                               |       |
| DDR - Polen                   | DDR - Polen                   | DDR - Polen                   | 25-10 |
| Jugoslavien - Tjekkoslovakiet | Jugoslavien - Tjekkoslovakiet | Jugoslavien - Tjekkoslovakiet | 13-13 |
| Sovjetunionen - Ungarn        | Sovjetunionen - Ungarn        | Sovjetunionen - Ungarn        | 19-13 |
| Jugoslavien - Polen           | Jugoslavien - Polen           | Jugoslavien - Polen           | 18-14 |
| Tjekkoslovakiet - Ungarn      | Tjekkoslovakiet - Ungarn      | Tjekkoslovakiet - Ungarn      | 14-14 |
| Sovjetunionen - DDR           | Sovjetunionen - DDR           | Sovjetunionen - DDR           | 14-12 |
| DDR - Ungarn                  | DDR - Ungarn                  | DDR - Ungarn                  | 14-5  |
| Tjekkoslovakiet - Polen       | Tjekkoslovakiet - Polen       | Tjekkoslovakiet - Polen       | 22-7  |
| Sovjetunionen - Jugoslavien   | Sovjetunionen - Jugoslavien   | Sovjetunionen - Jugoslavien   | 15-11 |
| Ungarn - Jugoslavien          | Ungarn - Jugoslavien          | Ungarn - Jugoslavien          | 14-12 |
| Sovjetunionen - Polen         | Sovjetunionen - Polen         | Sovjetunionen - Polen         | 17-5  |
| DDR - Tjekkoslovakiet         | DDR - Tjekkoslovakiet         | DDR - Tjekkoslovakiet         | 16-12 |
|                               | Kampe                         | Mål                           | Point |
| 1. DDR                        | 5                             | 82-55                         | 8     |
| 2. Sovjetunionen              | 5                             | 75-52                         | 8     |
| 3. Ungarn                     | 5                             | 67-73                         | 6     |
| 4. Tjekkoslovakiet            | 5                             | 72-70                         | 5     |
| 5. Jugoslavien                | 5                             | 68-71                         | 3     |
| 6. Polen                      | 5                             | 50-103                        | 0     |

| Placeringsrunde (7.- 9.plads) |                         |                         |       |
| Rumænien - Vesttyskland       | Rumænien - Vesttyskland | Rumænien - Vesttyskland | 10-7  |
| Vesttyskland - Holland        | Vesttyskland - Holland  | Vesttyskland - Holland  | 20-17 |
| Rumænien - Holland            | Rumænien - Holland      | Rumænien - Holland      | 25-19 |
|                               | Kampe                   | Mål                     | Point |
| 7. Rumænien                   | 2                       | 35-26                   | 4     |
| 8. Vesttyskland               | 2                       | 27-27                   | 2     |
| 9. Holland                    | 2                       | 36-45                   | 0     |

### Slutstilling
1. DDR,
2. Sovjetunionen,
3. Ungarn,
4. Tjekkoslovakiet,
5. Jugoslavien,
6. Polen,
7. Rumænien,
8. Vesttyskland,
9. Holland,
10.-12. Sydkorea, Algeriet og Canada.